# العلاقات الإريترية الجنوب إفريقية
العلاقات الإريترية الجنوب أفريقية هي العلاقات الثنائية التي تجمع بين إريتريا وجنوب أفريقيا.

## مقارنة بين البلدين
هذه مقارنة عامة ومرجعية للدولتين:
| وجه المقارنة                                              | إريتريا                                      | جنوب أفريقيا |
| --------------------------------------------------------- | -------------------------------------------- | --- |
| المساحة (كم2)                                             | 117.60 ألف                                   | 1.22 مليون |
| عدد السكان (نسمة)                                         | 6.33 مليون                                   | 57.73 مليون |
| الكثافة السكانية (ن./كم²)                                 | 53.83                                        | 47.32 |
| العاصمة                                                   | أسمرة                                        | بريتوريا، بلومفونتين، كيب تاون |
| اللغة الرسمية                                             | اللغة التغرينية، اللغة العربية، لغة إنجليزية | لغة إنجليزية، اللغة الأفريقانية، اللغة النديبلي الجنوبية، اللغة السوثو الشمالية، اللغة السوتية، لغة سوازي، اللغة التسونجا، اللغة التسوانية، اللغة الفيندية، اللغة الكوسية، اللغة الزولوية |
| العملة                                                    | ناكفا                                        | راند جنوب أفريقي |
| الناتج المحلي الإجمالي (بليون دولار)                      | 2.61 مليار                                   | 349.42 مليار |
| الناتج المحلي الإجمالي (تعادل القوة الشرائية) بليون دولار |                                              | 725.91 مليار |
| الناتج المحلي الإجمالي الاسمي للفرد دولار أمريكي          |                                              | 5.72 ألف |
| الناتج المحلي الإجمالي للفرد دولار أمريكي                 |                                              | 13.05 ألف |
| مؤشر التنمية البشرية                                      | 0.391                                        | 0.666 |
| رمز المكالمات الدولي                                      | +291                                         | +27 |
| رمز الإنترنت                                              | .er                                          | .za |
| المنطقة الزمنية                                           | ت ع م+03:00                                  | ت ع م+02:00، أفريقيا/جوهانسبرغ ‏ |

## منظمات دولية مشتركة
يشترك البلدان في عضوية مجموعة من المنظمات الدولية، منها:
| علم المنظمة | اسم المنظمة                                 | تاريخ انضمام إريتريا | تاريخ انضمام جنوب أفريقيا |
| ----------- | ------------------------------------------- | -------------------- | ------------------------- |
|             | مؤسسة التمويل الدولية                       | 11 أكتوبر 1995       | 3 أبريل 1957              |
|             | منظمة حظر الأسلحة الكيميائية                | ?                    | ?                         |
|             | البنك الإفريقي للتنمية                      | ?                    | ?                         |
|             | يونسكو                                      | 2 سبتمبر 1993        | 4 نوفمبر 1946             |
|             | الأمم المتحدة                               | 28 مايو 1993         | 7 نوفمبر 1945             |
|             | الاتحاد الدولي للاتصالات                    | 6 أغسطس 1993         | 1910                      |
|             | منظمة الشرطة الجنائية الدولية               | ?                    | ?                         |
|             | البنك الدولي للإنشاء والتعمير               | 6 يوليو 1994         | 27 ديسمبر 1945            |
|             | الاتحاد البريدي العالمي                     | ?                    | ?                         |
|             | مؤسسة التنمية الدولية                       | 6 يوليو 1994         | 12 أكتوبر 1960            |
|             | الاتحاد الأفريقي                            | ?                    | 6 يونيو 1994              |
|             | وكالة ضمان الاستثمار متعدد الأطراف          | 10 سبتمبر 1996       | 10 مارس 1994              |
|             | مجموعة دول أفريقيا والكاريبي والمحيط الهادئ | ?                    | ?                         |

## وصلات خارجية
- موقع وزارة الخارجية الجنوب أفريقية